# Regiunea Vallée du Bandama
Regiunea Vallée du Bandama este una dintre cele 19 unități administrativ-teritoriale de gradul I ale statului Coasta de Fildeș.